# TV by the Numbers
TV by the Numbers é um site dedicado à coleta e análise de dados de audiência de televisão nos Estados Unidos. É uma parte do site de listagens/notícias de televisão Screener, da Tribune Media Services (anteriormente conhecido como Zap2it).